# Episinus recifensis
Episinus recifensis là một loài nhện trong họ Theridiidae.
Loài này thuộc chi Episinus. Episinus recifensis được Herbert Walter Levi miêu tả năm 1964.